# チャビン・デ・ワンタル
チャビン・デ・ワンタル（Chavín de Huántar、チャビン遺跡）はペルー中部ワリ郡にある遺跡である。
リマから北に約250km、ブランカ山脈（Cordillera Blanca）東麓のアンデス山中にある。標高は3200mほど。

## 歴史
インカ以前の紀元前1200年頃から200年頃にかけて栄えた、チャビン文化の代表的な遺跡である。内部に地下通路が縦横に張り巡らされている。
1985年、「チャビン考古遺跡」の名でユネスコの世界遺産に登録された。
2022年6月30日、大規模な地滑りが起こりふもとにある住宅150棟が被害を受けたが、遺跡は被害を免れた。